# Mojmirides
 (signalé en juillet 2025).
Si vous disposez d'ouvrages ou d'articles de référence ou si vous connaissez des sites web de qualité traitant du thème abordé ici, merci de compléter l'article en donnant les références utiles à sa vérifiabilité et en les liant à la section « Notes et références ».
- Archive Wikiwix
- Bing
- Cairn
- DuckDuckGo
- E. Universalis
- Gallica
- Google
- G. Books
- G. News
- G. Scholar
- Persée
- Qwant
- (zh) Baidu
- (ru) Yandex
- (wd) trouver des œuvres sur Wikidata

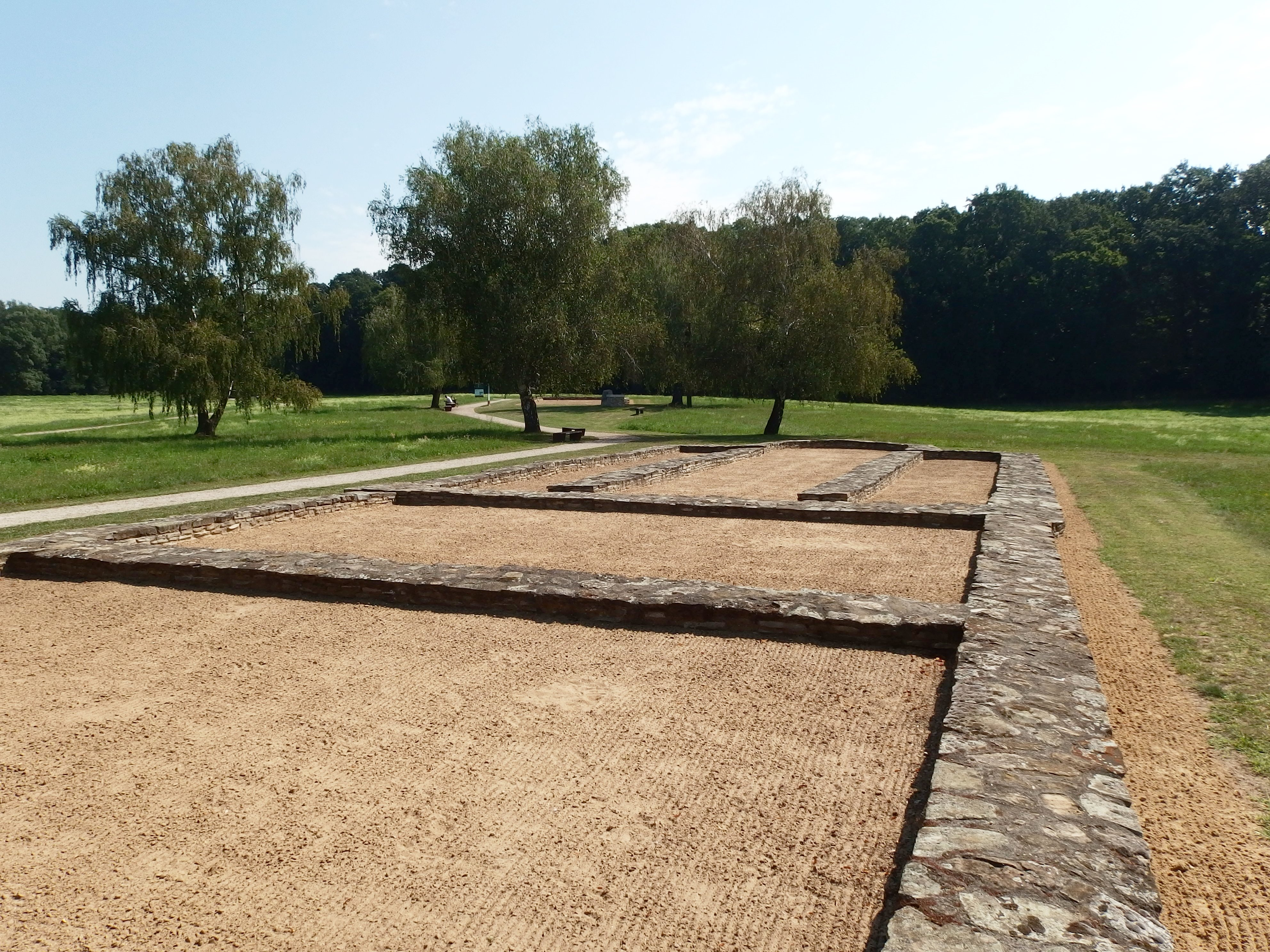
Vestiges du château de Valy à Mikulčice, l'un des centres principaux de la Grande-Moravie.

Les Mojmirides (en slovaque et en tchèque : Mojmírovci) sont les représentants d'une dynastie de souverains de la Grande-Moravie, issus du prince Mojmir Ier. Ils ont régné essentiellement sur les territoires actuels de la Moravie, de la Slovaquie, de la Basse-Autriche et du nord de la Hongrie au IXe siècle et au début du Xe siècle, après la chute du khaganat avar et avant la conquête hongroise de la plaine de Pannonie.
Les principaux princes sont :
- Mojmír Ier, prince de Moravie au plus tard à partir de 833, mourut vers 846, premier représentant connu ;
- Rastislav, son neveu, prince de Nitra, désigné comme prince de Moravie par le roi Louis II de Germanie en 846, destitué en 870, mourut en Bavière ;
  - Slavomir, son fils, prince de Moravie en 871 ;
- Svatopluk Ier, son cousin, neveu de Rastislav, prince de Nitra, prince de Moravie à partir de 870, également régent de Bohême dès 888, mourut en 894 ;
- Mojmír II, son fils aîné, prince de Moravie de 894 jusqu'à sa mort en 906
  - Svatopluk II, son frère cadet, co-régent de 894 à 899.

Selon la chronique de Johann Turmair (1477-1534), un certain Vratislav, prince morave et sans doute un ancêtre de Mojmír Ier, a remis ses domaines en Pannonie à Charlemagne après le succès de la lutte contre les Avars en 805 et fit construire le château de Bratislava. Selon une autre théorie, l'ancien nom Presbourg est dérivée de *Predeslausburg ou « château de Predeslav », un knèze slave vers 900.